# Arkadiusz Kołodziejczyk
Arkadiusz Jerzy Kołodziejczyk (ur. 23 kwietnia 1957 w Warszawie, zm. 13 lutego 2011) – polski historyk, doktor habilitowany.

## Życiorys
W latach 1964–1972 uczył się w Szkole Podstawowej nr 28 w Warszawie, a następnie w Liceum Ogólnokształcącym nr 28 im. Ruy Barbossy. Studia na Wydziale Historycznym UW skończył 11 czerwca 1981. W 1990 r. uzyskał na Wydziale Historycznym Uniwersytetu Warszawskiego stopień doktora nauk humanistycznych w zakresie historii (promotor: prof. dr hab. Józef Ryszard Szaflik). W 2004 r. uzyskał stopień doktora habilitowanego. Profesor Akademii Podlaskiej w Siedlcach (Wydział Humanistyczny, Instytut Historii). Był promotorem (pięciu) i recenzentem prac doktorskich. Był redaktorem wielu wydawnictw naukowych. Pełnił wiele funkcji społecznych, był członkiem licznych towarzystw naukowych, m.in.: członkiem założycielem i sekretarzem Zarządu Głównego Ludowego Towarzystwa Naukowo-Kulturalnego, członkiem Komisji Historycznej Zarządu Głównego Związku Ochotniczych Straży Pożarnych Rzeczypospolitej Polskiej, członkiem Rady Naukowej Mazowieckiego Ośrodka Badań Naukowych, członkiem Rady Muzeum Niepodległości w Warszawie, prezesem Fundacji „Polonia Restituta”, członkiem Polskiego Towarzystwa Etnologii Miasta, Towarzystwa Przyjaciół Legionowa.
Specjalność badawcza: dzieje Islamu w Polsce, historia historiografii, historia Mazowsza i Podlasia, historia Polski XX wieku. Był autorem haseł w Polskim Słowniku Biograficznym i Słowniku biograficznym działaczy polskiego ruchu robotniczego.
W wyborach parlamentarnych w 1993 bez powodzenia ubiegał się o mandat poselski w okręgu warszawskim z listy Polskiego Stronnictwa Ludowego.

## Publikacje książkowe
- Cyryl Ratajski 1875-1942 (1986);
- Historia najnowsza w polskich szkołach wyższych. Informator (1987; oprac. współautor Jarosław Książek);
- Bitwy i potyczki pod Liwem w powstaniu listopadowym. Luty, kwiecień 1831 (1988);
- Myśl polityczna Macieja Rataja. Studia i szkice (1990);
- 120 rocznica urodzin Wincentego Witosa. Warszawa, 22 stycznia 1994 r. (1994; oprac.);
- Maciej Rataj we wspomnieniach Jerzego Maślanki (1994; oprac.);
- Bitwa Warszawska Dniem Czynu Chłopskiego 1920-1995 (1995);
- Węgrów 1863 (1995; współautor Tadeusz Swat);
- Anatomia mordu politycznego. Akta sprawy o ułaskawienie podpułkownika Zdzisława Jerzego Barbasiewicza (1909-1952) (1997);
- Drogi do niepodległej. W 80 rocznicę odzyskania niepodległości. Informator o wystawie (1997; współautor Jerzy Wągrodzki; red. Janusz Gmitruk, Andrzej Stawarz);
- Rozprawy i studia z dziejów Tatarów litewsko-polskich i islamu w Polsce w XVII-XX wieku. W 600-lecie osadnictwa tatarskiego na ziemiach Wielkiego Księstwa Litewskiego (1997);
- Skazany za szpiegostwo i dywersję: sekretarz Stanisława Mikołajczyka – Paweł Siudak (1905-1972) (1997);
- Szkice z dziejów prasy podlaskiej (1997);
- Cmentarze muzułmańskie w Polsce (1998);
- Liw 1831 (1998);
- Maciej Rataj o parlamentaryzmie, państwie demokratycznym i sanacji  (1998; wstęp, wybór i opracowanie);
- Jan Siwiec (1891-1961) (1999);
- Korespondencja przyjaciół: listy Zygmunta Glogera do Tymoteusza Łuniewskiego z lat 1879–1904 (1999);
- Na drogach ruchu ludowego. Rozprawy i studia (1999);
- Żołnierska danina życia (1999; współautor Marian Jakubik);
- Ruch ludowy a Kościół rzymskokatolicki w latach II Rzeczypospolitej (2002);
- Żołnierska danina życia. Od 1657 roku (2002; współautor Marian Jakubik);
- Na drogach ruchu ludowego. T. 2, Rozprawy, studia, materiały (2003);
- Dzieje Korytnicy i ziemi korytnickiej (2007)

## Nagrody i wyróżnienia
Za swoją działalność naukową, dydaktyczną i popularyzatorską był nagrodzony, m.in.:
- Nagrodą im. Macieja Rataja (1992),
- Nagrodą „Clio” I stopnia Wydziału Historycznego UW (1999) oraz II nagrodą i Medalem Zygmunta Glogera (2000),
- Medalem honorowym im. A. Patkowskiego za zasługi dla regionalistyki (2002),
- Srebrnym i Złotym Medalem „Za zasługi dla Pożarnictwa”,
- Medalem „Za zasługi dla gminy Liw” (2004),
- Medalem „90-lecia nadania praw miejskich Wołominowi” (2009),
- Medalem im. ks. Aleksandry Ogińskiej za zasługi dla siedleckiej humanistyki (2009).

Otrzymał również Honorowe obywatelstwo gminy Korytnica (2009) oraz m.in. odznakę: „Za zasługi dla Węgrowa” (2004).